# Perizoma caeruleofascia
Perizoma caeruleofascia là một loài bướm đêm trong họ Geometridae.